# 壁龕

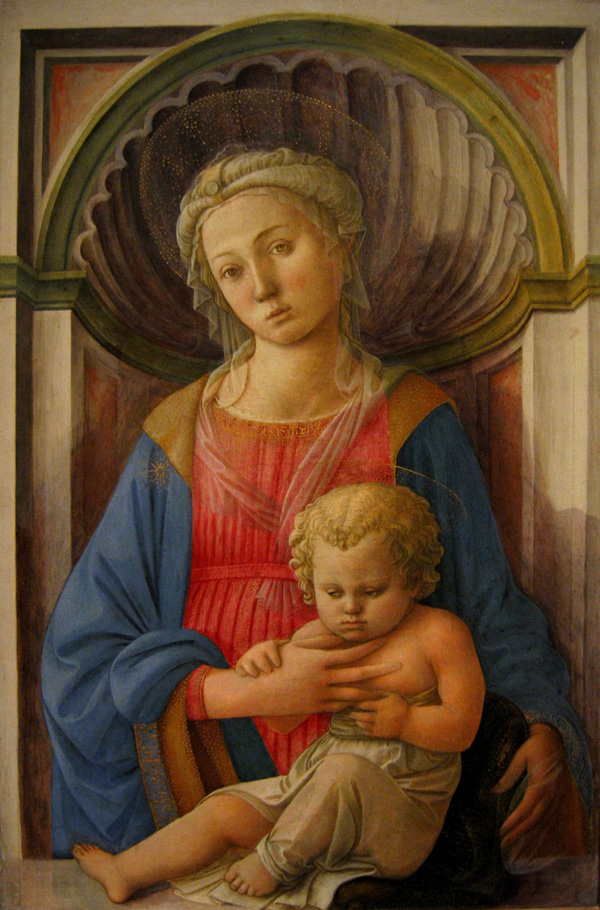
イタリアルネサンスの画家フィリッポ・リッピの絵。壁龕を背景にした聖母子像（1440年代）

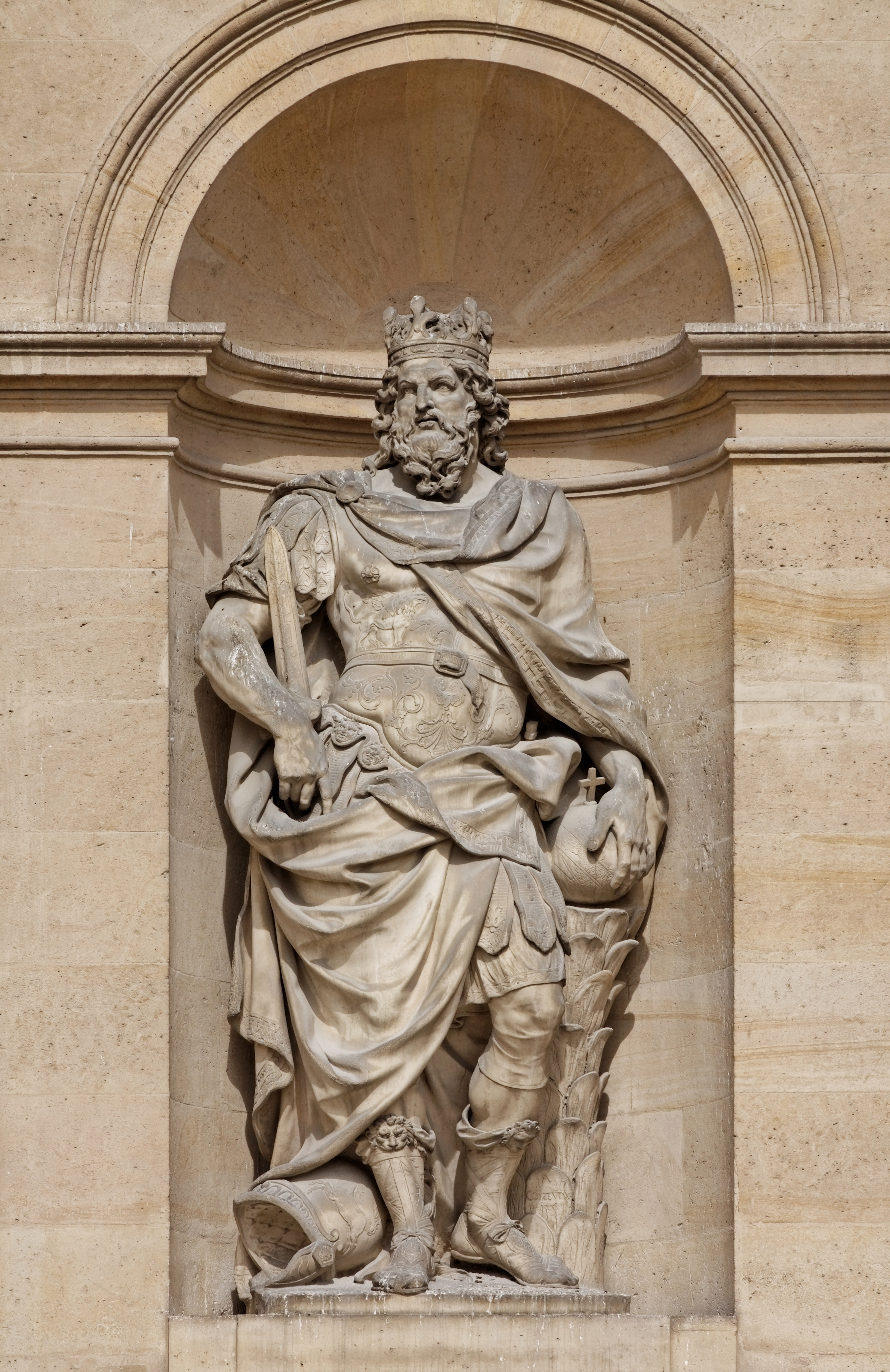
フランス、パリのオテル・デ・ザンヴァリッドのドーム教会ファサード右手（東側）にみられる壁龕。アントワーヌ・コワズヴォ1706年作のカール大帝の大理石彫像が据えられている。

壁龕（へきがん）またはニッチ（niche）は、古典的建築意匠の一種。エクセドラまたはアプスとも。
なお「ニッチ」という用語は建築物のへこみという意味以外にも、岩のへこみや隙間などを指すこともある。
つまり「ニッチ」は狭い場所一般を指すと考えられ、そこから生態系における相対的位置を表すニッチという用法が生まれた。

## 概要
- アプスのように上部が半ドーム形になっているのが普通である。
- ゴシック建築では、壁龕は聖像などを安置する構造（幕屋）の一部として使われ、またエディクラに使われたり、聖遺物箱に使われたりした。
- 教会の祭壇の背後（背障）には像を置くための壁龕が埋め込まれることがあった。
- 壁龕は単に壁面に変化をつけるという意味もあるが、宗教的にはそこに崇拝対象の像を安置するという意味があった。

## 具体的な事例
- ネロのドムス・アウレア（紀元64年 - 69年）は壁龕やエクセドラを多用した半個人宅としては最古のもので、綺麗に磨かれた大理石で覆われ、その曲面が日光を集中させたり分散させたりしていた。
- フィリッポ・リッピの聖母子像（右図）には騙し絵的効果もある。

## ニッチとその語源
"niche" という語は、ラテン語の nidus（巣）から、フランス語の niche を経由して生まれた。古くは、フィリッポ・リッピの聖母子像の絵の背景の壁龕のように上部をホタテガイの貝殻の模様で飾ることが多かったため、イタリア語の nicchio（貝殻）も関係しているとされる。また、"conch"（巻貝）という語はより大きなエクセドラなどを指す（conchは古くは大きめの貝全般を指した）。